# Steirastoma lycaon
Steirastoma lycaon är en skalbaggsart som beskrevs av Francis Polkinghorne Pascoe 1866. Steirastoma lycaon ingår i släktet Steirastoma och familjen långhorningar. Inga underarter finns listade i Catalogue of Life.